# Mbalgaré
 (mai 2022).
Mbalgaré est un quartier de la ville de Maroua, dans la région de l’Extrême-nord Cameroun. Il est situé dans la commune d’arrondissement de Maroua 2e. Subdivision de la communauté urbaine de Maroua.

## Historique
Mbalgaré est un quartier crée en 2007 par décret présidentiel (Décret N° 2007/115 du 23 avril 2007 portant création de nouveaux arrondissements au sein de certains départements).
Vers 1950, le quartier devint Balgaré, qui, par moquerie, fut changé en mbal garre « centre de la bière ».

## Géographie
Mbalgaré se trouve dans le ressort territorial de l’arrondissement de Maroua 2ème. 